# Каннингем, Вашти
Вашти Каннингем (англ. Vashti Cunningham; род. 18 января 1998, Лас-Вегас, США) — американская легкоатлетка, специализирующаяся в прыжке в высоту. Чемпионка мира в помещении 2016 года. Двукратная чемпионка США. Рекордсменка мира среди юниоров в помещении (1,99 м, 2016). Участница летних Олимпийских игр 2016, 2020, 2024 годов.

## Биография
Родилась в семье Рэндалла Каннингема, известного в 1990-е годы игрока в американский футбол (выступал за команду НФЛ «Филадельфия Иглз» на позиции квотербека), и Фелисити Де Ягер, балерины из ЮАР. В детстве занималась несколькими видами спорта, среди которых были баскетбол, волейбол и лёгкая атлетика. В итоге, как и старший брат Рэндалл Каннингем-младший (чемпион США среди юниоров), остановила свой выбор на прыжке в высоту.
Под руководством отца уже в 17 лет выиграла Панамериканский чемпионат среди юниоров и повторила высшее мировое достижение среди девушек до 18 лет (1,96 м).
Зимой 2016 года выиграла чемпионат США в помещении с новым мировым рекордом среди юниоров — 1,99 м. Благодаря этому результату получила персональное приглашение от ИААФ принять участие в чемпионате мира в помещении, несмотря на то, что состав участников был уже сформирован. Всего через восемь дней после своего рекорда, на дебютном международном старте среди взрослых Вашти сразу же смогла стать чемпионкой мира с результатом 1,96 м.
После успешного сезона в марте 2016 года подписала профессиональный контракт с компанией Nike.
Отобралась на Олимпийские игры в Рио-де-Жанейро, где заняла в финале 13-е место.
На предолимпийском чемпионате планеты, который проходил в Катаре, американская спортсменка завоевала бронзовую медаль, прыгнув на 2 метра и уступив чемпионке мира 4 сантиметра.

## Основные результаты
| Год  | Турнир                                  | Место проведения         | Место | Результат |
| ---- | --------------------------------------- | ------------------------ | ----- | --------- |
| 2015 | Панамериканский чемпионат среди юниоров | Эдмонтон, Канада         | 1-е   | 1,96 м    |
| 2016 | Чемпионат мира в помещении              | Портленд, США            | 1-е   | 1,96 м    |
| 2016 | Олимпийские игры                        | Рио-де-Жанейро, Бразилия | 13-е  | 1,88 м    |
| 2017 | Чемпионат мира                          | Лондон, Великобритания   | 10-е  | 1,92м     |
| 2019 | Чемпионат мира                          | Доха, Катар              | 3-е   | 2,00м     |